# The Exorcist: Believer
The Exorcist: Believer är en amerikansk skräckfilm från 2023. Filmen är regisserad av David Gordon Green, efter ett manus som han skrivit tillsammans med Peter Sattler och Green efter en berättelse av Scott Teems, Danny McBride och Green. Det är den sjätte delen i Exorcisten-serien och är en direkt uppföljare till The Exorcist från 1973. I filmens huvudroller ses Leslie Odom Jr., Ellen Burstyn, Ann Dowd och Jennifer Nettles. Det är tänkt att vara den första av tre nya The Exorcist-filmer. Den andra av dessa filmer, The Exorcist: Deceiver, skulle från början släppas den 18 april 2025, men har i och med regissören David Gordon Greens utgång i januari 2024, skjutits upp.
Filmen hade biopremiär i Sverige den 6 oktober 2023, utgiven av Universal Pictures.

## Handling
Filmen kretsar kring en pappa till ett besatt barn i desperat behov av hjälp. Han beger till någon som har haft liknande erfarenheter, Chris MacNeil.

## Rollista (i urval)
- Leslie Odom Jr.
- Ellen Burstyn – Chris MacNeil
- Ann Dowd
- Lidya Jewett
- Olivia Marcum
- Raphael Sbarge
- Jennifer Nettles
- Okwui Okpokwasili